# (11348) Allegra
(11348) Allegra est un astéroïde de la ceinture principale.

## Description
(11348) Allegra est un astéroïde de la ceinture principale. Il fut découvert le 30 janvier 1997 à Cima Ekar par Maura Tombelli et Ulisse Munari. Il présente une orbite caractérisée par un demi-grand axe de 2,86 UA, une excentricité de 0,06 et une inclinaison de 1,0° par rapport à l'écliptique.

## Compléments